# TERRA -here we will stay
『TERRA -here we will stay』（テラ ヒア・ウィ・ウィル・ステイ）は八神純子の20枚目となるスタジオ・アルバム。2021年9月29日にソニー・ミュージックダイレクトからリリースされた。

## 概要
帯コピー：″本物を知る人へ　本物を知りたい人へ　探し求めた歌は、ここにある。″
オリジナルとしては『There you are』以来約5年ぶりとなるアルバム。タイトルの ″TERRA″ とは、″地球″ ″大地″ ″大陸″ 等を意味する。2019年8月に配信シングルとしてリリースされた「Here We Go!」のほか、2021年4月に配信リリースされコンサートでも披露されていた「恋したかぐや姫／ずっと見ていて」のアルバムバージョンを含む全13曲が収録されている。初回盤はペーパースリーブ仕様となっており、ジャケット写真が通常盤とは異なる。
八神は本作について、「私だけでなく、ミュージシャンやアレンジャーも含めて、作品づくりに関わった人たちは誰一人として妥協しなかったから、ここまで作り上げるには時間が必要でした。何度もメロディを練り直し、歌詞を書き換え、アレンジを修正し、演奏をやり直す。だから、アルバムを聴いて下さったみなさんに「聴いてよかった」と思っていただける自信のある作品です。(コロナ禍でもある)こんな時だからこそ音楽の力を信じて、こんな時だからこそ伝えたい想いを歌にした全13曲です。」と語っている。
アルバム発売の直前である9月20日と9月26日には、購入者が自宅のPCやスマートフォンから参加できる生配信型のイベントであるインターネットサイン会が開催された。内容は、対象商品のCDジャケットにサイン、日付、名前(ニックネーム)を入れて購入者に届けるというもの。サイン会当日には、実際にサインを書く模様が生配信され、配信中に予約した人に対しニックネームで呼びかけるなどの企画が実施された。
1曲目に収録された「負けないわ」は、日本テレビ系バラエティー番組「秘密のケンミンSHOW極」のエンディングテーマとして採用された。

## 収録曲

### CD
| 全作曲: 八神純子。 |                                      |                   |            |          |       |
| #                  | タイトル                             | 作詞              | 作曲・編曲 | 編曲     | 時間  |
| 1.                 | 「負けないわ」                       | KAZUKI & 八神純子 | 八神純子   | 深澤秀行 | 4:42  |
| 2.                 | 「永遠の出逢い」                     | KAZUKI & 八神純子 | 八神純子   | 松本晃彦 | 4:41  |
| 3.                 | 「恋したかぐや姫」(Album Ver.)       | KAZUKI & 八神純子 | 八神純子   | 是永巧一 | 4:50  |
| 4.                 | 「TERRA ～here we will stay」        | KAZUKI            | 八神純子   | 澤近泰輔 | 11:17 |
| 5.                 | 「終わりを決めるのは私 ～Eclipse～」 | KAZUKI & 八神純子 | 八神純子   | 佐藤準   | 4:06  |
| 6.                 | 「Just Breathe」                     | KAZUKI & 八神純子 | 八神純子   | 竹中俊二 | 5:11  |
| 7.                 | 「ずっと見ていて」(Album Ver.)       | KAZUKI            | 八神純子   | 佐藤準   | 5:46  |
| 8.                 | 「Good Day & Good Time」             | KAZUKI & 八神純子 | 八神純子   | 澤近泰輔 | 4:15  |
| 9.                 | 「Here We Go!」(Album Ver.)          | KAZUKI & 八神純子 | 八神純子   | 是永巧一 | 4:34  |
| 10.                | 「あなたが好き」                     | KAZUKI            | 八神純子   | 澤近泰輔 | 4:23  |
| 11.                | 「一筋の運河」                       | KAZUKI            | 八神純子   | 中村康就 | 6:26  |
| 12.                | 「誓い」                             | KAZUKI            | 八神純子   | 澤近泰輔 | 5:07  |
| 13.                | 「Café au lait入れて」(Bonus Track)  | KAZUKI & 八神純子 | 八神純子   | 澤近泰輔 | 4:58  |
| 合計時間:          | 合計時間:                            | 合計時間:         | 合計時間:  | 70:22    |       |

## 参加ミュージシャン
| 負けないわ - Programming & Keyboards：深澤秀行 - Guitars：西川進 - Backing Vocals：八神純子 永遠の出逢い - Drums：江口信夫 - Bass：荻原元文 - Guitars：是永巧一 - Keyboards：松本晃彦 - Cello & Strings Recording Supervisor：Marek Szpakiewicz - Violin：Kristine Jasper, Tina Qu, Ksenia Ro - Backing Vocals：八神純子、土屋佳代、真藤敬利、Yeo Inhyeok - Programming：Akira Morishita（Los Angeles） - Strings Recording Engineer：Gabe Burch 恋したかぐや姫 - Drums：泉谷真（Los Angeles） - Bass：立川智也 - Guitars：是永巧一 - Keyboards：真藤敬利 - Programming：HALKI - Backing Vocals：八神純子 TERRA ～here we will stay - Drums：白根佳尚 - Bass: SOKUSAI - Guitars：古川望 - Piano & Programming：澤近泰輔 - Backing Vocals：八神純子、HW Choirs 終わりを決めるのは私 ～Eclipse～ - Drums：白根佳尚 - Bass: SOKUSAI - Guitars：竹中俊二 - Keyboards：佐藤準 - Trumpet：Luis Valle - Sax：Andy Wulf - Programming：Tetsuo Yamazaki - Backing Vocals：八神純子 - Tracking Engineer：沖津徹 Just Breathe - Percussion：岡部洋一 - Double Bass：Chris Silverstein - Piano：林正樹 - Flute：Andy Wulf - Guitars & Programming：竹中俊二 - Backing Vocals：八神純子 | ずっと見ていて - Drums：白根佳尚 - Bass: SOKUSAI - Guitars：古川昌義 - Keyboards：佐藤準 - Strings：元井信 - Violin：森下幸路 - Programming：Tetsuo Yamazaki - Drum Recording Engineer：沖津徹 Good Day & Good Time - Drums：江口信夫 - Bass：SOKUSAI - Guitars：角田順 - Trumpet：Luis Valle - Trombone：鍵和田道男 - Sax：Andy Wulf - Piano & Programming：澤近泰輔 Backing Vocals：八神純子 Here We Go! - Drums：佐藤強一 - Bass：種子田健 - Guitars：是永巧一 - Programming：HALKI - Backing Vocals：八神純子 あなたが好き - Drums：江口信夫 - Bass：SOKUSAI - Guitars：角田順 - Trumpet：Luis Valle - Trombone：鍵和田道男 - Sax：Andy Wulf - Piano & Programming：澤近泰輔 - Backing Vocals：八神純子 一筋の運河 - Keyboards & Programming：中村康就 - Guitars：竹中俊二 - Backing Vocals：八神純子 誓い - Piano：澤近泰輔 - Violin：森下幸路 Café au lait入れて - Drums：張替智広 - Bass：惠美直也 - Guitars：澤近立景 - Piano & Programming：澤近泰輔 - Horns：Luis Valle - Backing Vocals：八神純子 & The Mugifumi |